# Federação Internacional de Luta Livre
A Federação Internacional de Luta Livre (FILL) é uma promoção de luta profissional independente fundada em 2007, e tem sua sede na Zona Norte do Rio de Janeiro. A FILL é reconhecida como uma das pioneiras na divulgação da luta livre em território nacional.

## História

### Da Areia para o Tatame (2007-2011)
A FILL surgiu no dia 21 de abril de 2007, após uma ideia inicial de José Thiago Brito, conhecido pelo nome no ringue Tytan, juntamente a uma ideia formulada junto a um amigo em novembro do ano anterior. No início, os treinos da empresa eram todos feitos em um gramado no quintal de uma casa, em uma prática conhecida como backyard wrestling, abrangendo os fãs do esporte da área de São Cristóvão, sendo que pouco tempo depois estendeu-se para as praias de São Conrado e Botafogo.
A FILL se profissionalizou oficialmente em janeiro de 2010, onde montou com tatames de espuma e de borracha locais para treinos em um clube conhecido como Clube Florença, localizado na Vila Kosmos.

### O Ringue da FILL (2012-2016)
A empresa começou a intensificar seus treinos após a aquisição de um ringue profissional no período de fevereiro de 2012, onde começou a convidar lutadores para treinarem na companhia. Uma storyline envolvendo a saída do seu dono Tytan teve início em março de 2012, para poder assim reformular a estrutura da empresa. Ela foi concluída com a divulgação de um vídeo sobre uma nova FILL e com o seu elenco dividido. Durante os treinos, vídeos foram publicados, sendo que em alguns deles eram exibidos seus lutadores aplicando os movimentos de uma forma real e exagerada, como por exemplo um piledriver, o que provocou certa indignação por parte de fãs.

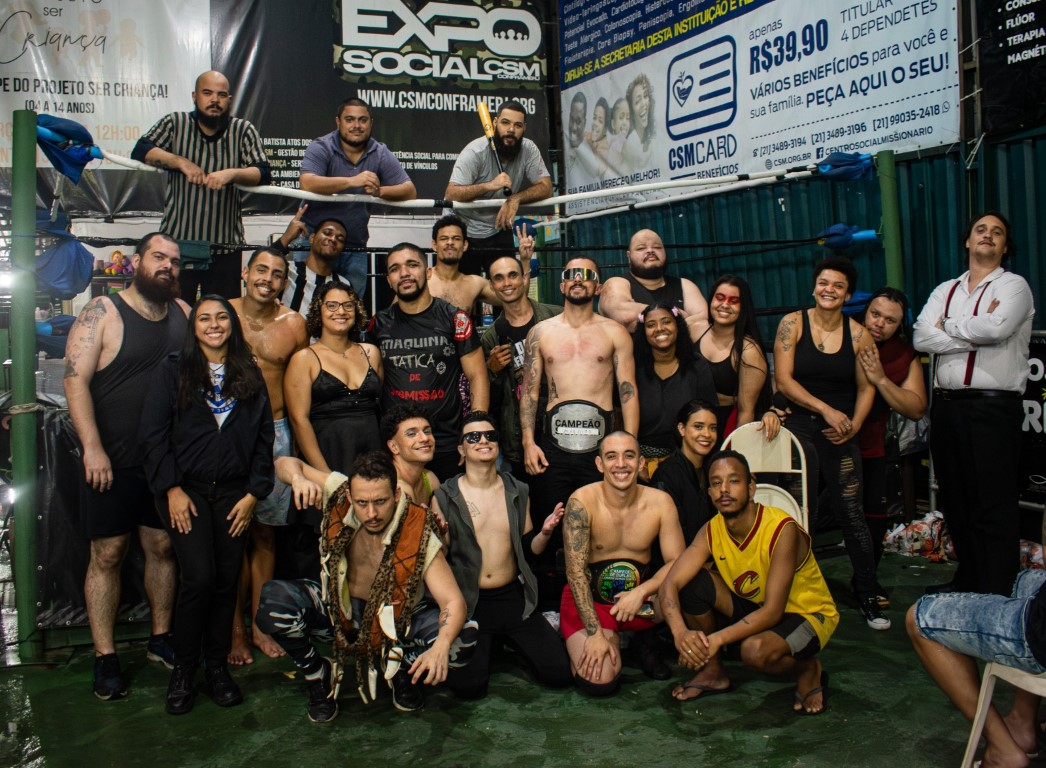
A Equipe FILL reunida no Outubro ou Nada de 2023.

O primeiro evento oficial da FILL decorreu em 29 de junho de 2012, realizado no Rio Anime Club, onde tivemos uma luta de duplas entre os Sádicos (Distúrbio e Loki) vs. Christopher Tomba e Ed "A Rocha". A empresa continuou a realizar shows todo mês, e seu primeiro torneio foi criado em 16 de setembro de 2012, chamado "O Vencedor Leva Tudo", englobando os principais lutadores da empresa. A FILL obteve grande notoriedade em uma das lutas deste torneio, válida pelas quartas-de-final, onde Christopher Tomba derrotou a Loki, em uma luta que chamou a atenção de diversas mídias jornalísticas do meio pela qualidade apresentada e por ser a primeira empresa brasileira a deixar o tradicional telecatch em segundo plano. Em 25 de novembro de 2012, foram realizadas as semifinais de tal evento, e a FILL chamou a atenção ao ser a primeira empresa brasileira a disponibilizar de forma grátis um evento completo para download. 
No início do mês de outubro, o site O Globo, divulgou uma matéria especial sobre a FILL, na qual trata dela como a única empresa carioca a manter a luta livre ativa no Brasil. Em novembro de 2012, a FILL fez parte da matéria do programa Sensei SporTV, da rede de televisão SporTV, sobre a sua estrutura e como faz para manter o telecatch ativo no Brasil. 
Em 2013, a FILL abriu sua academia para pessoas que desejam aprender sobre o esporte, localizada no Rio de Janeiro. Onde deu início a uma nova era de novos talentos dentro do ringue. 

### Juntos Somos Fortes
Em 2013, a FILL criou o Juntos Somos Fortes, o primeiro torneio de luta livre profissional no Brasil, em parceria com a SWU South Wrestling Union e a CWL Pro-Wrestling, realizaram um dos maiores eventos de 2013 para a luta livre brasileira.
A primeira edição do evento foi dividida em dois dias, com 4 horas de duração cada, e reuniu lutadores do Rio de Janeiro, Rio Grande do Sul, São Paulo e Minas Gerais.
O torneio teve mais três edições, sendo a mais recente em 2019.

## Campeonatos e Conquistas

### Cinturões da FILL
| Campeonato/Título                    | Título                 | Atual campeão                             | Evento/data da vitória       |
| ------------------------------------ | ---------------------- | ----------------------------------------- | ---------------------------- |
| Campeonato dos Pesos-Pesados da FILL | Cinturão Absoluto      | Sherman                                   | Absolutismo (18/02/2024)     |
| Campeonato de Duplas da FILL         | Cinturão de Duplas     | Cães de Guerra (Nero e Gabriel Remington) | FILL 17 (21/04/2024)         |
| Campeonato Interestadual             | Cinturão Interestadual | Gloriosa Safira                           | A Hora do Troco (09/06/2024) |

### Juntos Somos Fortes (2019)
| Conquista                                | Último vencedor                           | Evento/data da vitória                      |
| ---------------------------------------- | ----------------------------------------- | ------------------------------------------- |
| Juntos Somos Fortes - Torneio de Pesados | Khan                                      | Juntos Somos Fortes 5 (28 de Julho de 2019) |
| Juntos Somos Fortes - Torneio de Trios   | Liberty (Ace Williams, M2 e Rony Goulart) | Juntos Somos Fortes 5 (28 de Julho de 2019) |

## Plantel

### Lutadores
| Nome de Ringue    | Primeiro Combate | Notas               |
| ----------------- | ---------------- | ------------------- |
| Black Bird        | 19/09/2014       |                     |
| Beaux Malone      | 04/03/2020       |                     |
| Eric "Maldito"    | 25/09/2019       |                     |
| Gabriel Remington | 23/03/2021       |                     |
| Kraven            | 18/06/2017       |                     |
| Nark End          | 30/12/2015       | Antigo "Anark Andy" |
| Nero              | 14/03/2023       |                     |
| Kaolin            | 22/03/2022       |                     |
| Muro              | 06/08/2014       |                     |
| Ícaro             | 15/06/2022       |                     |
| "Gloriosa" Safira | 10/03/2017       |                     |
| Sherman           | 21/04/2017       |                     |
| Tytan             | 27/06/2010       |                     |
| "Spot" Jones      | 15/06/2022       |                     |
| Vitão             | 28/12/2016       |                     |

### Autoridades, Staff e Outros Membros
| Nome de Ringue | Função                     |
| -------------- | -------------------------- |
| Isaac Sinistro | Árbitro                    |
| Neto           | Árbitro                    |
| Klaus Kirch    | Gerente de Lutas           |
| Felipe         | Comentarista               |
| Mateus Souza   | Locutor e Gerente de Lutas |
| Alena Ester    | Câmera                     |
| Neyri Matos    | Câmera                     |
| Yan Silva      | Árbitro e Comentarista     |